# Distribuire digitală
Distribuirea digitală reprezintă distribuirea materialelor cum ar fi muzică, filme, software și jocuri prin intermediul Internetului, fără a mai fi necesară copierea lor de pe DVD-uri sau alte medii de stocare. Printre serviciile care practică acest fel de distribuire se numără Netflix, iTunes, Softpedia, Steam, PlayStation Network, Xbox Live, GameStop, GOG.com și altele.